# Воспитательный дом (Санкт-Петербург)

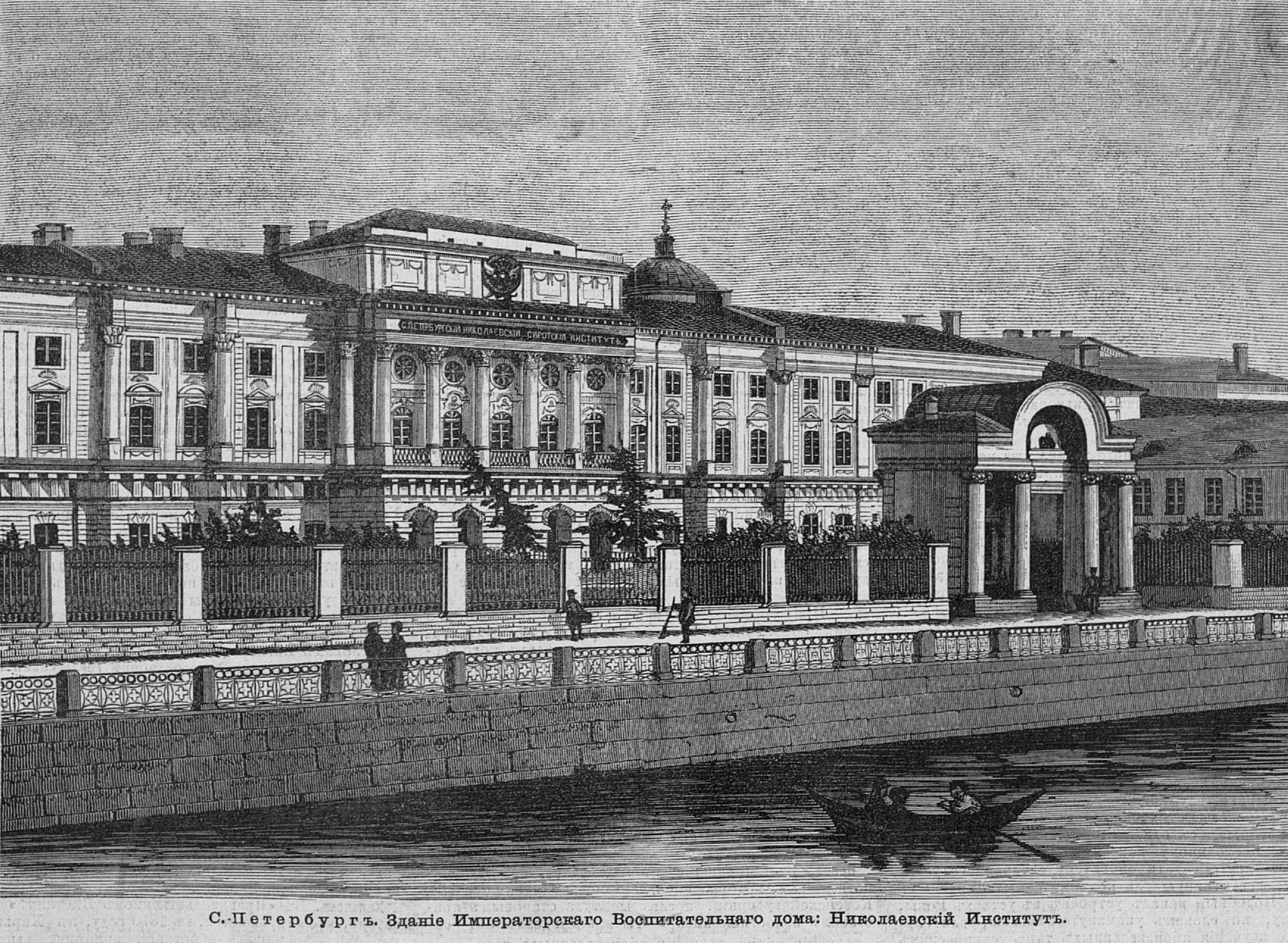
Воспитательный дом, 1860-е годы. Современный адрес: набережная реки Мойки, д. 48, корпус 5 — изначально дворец Разумовского, ныне главный корпус Российского государственного педагогического университета имени А. И. Герцена. Перед ним парадные ворота с встроенной сторожкой

Воспитательный дом в Санкт-Петербурге — учреждение для призрения незаконнорождённых детей, сирот и детей бедняков, учреждённое в 1770 году по инициативе просветителя И. И. Бецкого по образцу Воспитательного дома в Москве.
Поначалу Воспитательный дом находился на Миллионной улице, где архитектором Ю. М. Фельтеном было построено специальное здание, включавшее в себя также ломбард (ныне здание Казарм лейб-гвардии Павловского полка).
В Воспитательный дом принимались дети в возрасте до 2 лет и 4 месяцев и оставались там до 21 года. Воспитанники получали начальное (реже — среднее) образование.
При Воспитательном доме Бецкой учредил вдовью и сохранную казны, в основу которых легли сделанные им щедрые пожертвования. Управление делами дома осуществлялось Опекунским советом.

## Основные вехи
- В 1771 году при Воспитательном доме был создан Родильный госпиталь (с 1835 года — «Санкт-Петербургское родовспомогательное заведение со школой сельских повивальных бабок при нём»)
- 2 мая 1797 года главной начальницей над воспитательными домами была назначена императрица Мария Фёдоровна и Петербургский дом был переведен в бывший дворец графа К. Г. Разумовского (набережная Мойки, 48, архитекторы А. Ф. Кокоринов, Валлен-Деламот).
- В 1806 году при Воспитательном доме был основан первый в России класс для глухонемых детей.
- В 1811 году при Родильном госпитале был основан Повивальный институт.
- В 1834 году в здании разместилось сиротское отделение (с 1837 года — Николаевский сиротский институт), а для Воспитательного дома было приобретено соседнее здание постройки начала XIX века, находящееся на набережной Мойки, дом 52.
- В 1839—1843 годах здание было полностью перестроено (архитектор П. С. Плавов).

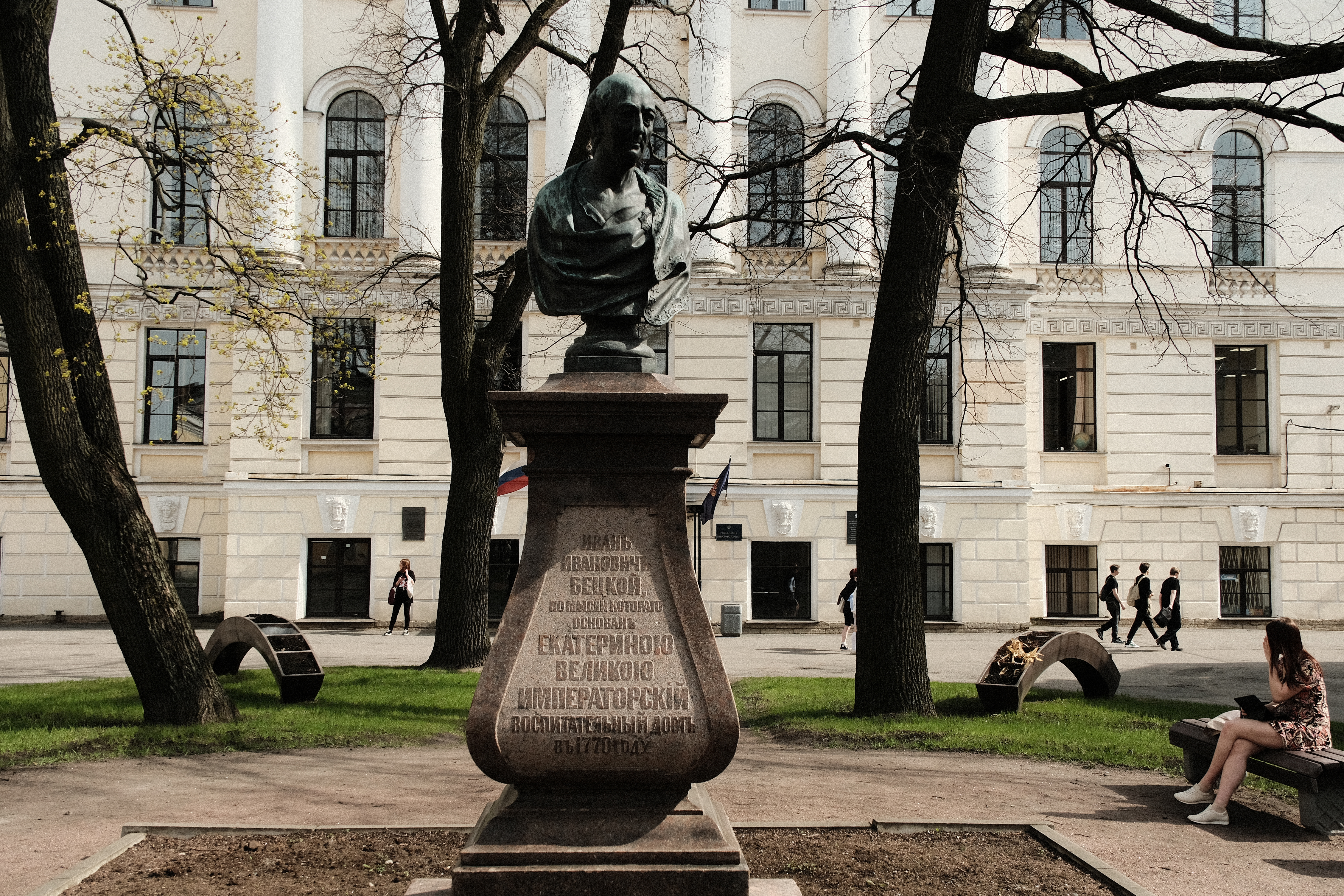
Бюст И.И. Бецкого

- В 1868 году во дворе Воспитательного дома был установлен бюст Ивана Ивановича Бецкого — увеличенная копия, выполненная скульптором Н. А. Лаврецким с оригинала Я. И. Земельгака (1803 год).
- В 1871—1872 годах по проекту П. К. Нотбека была построена домовая церковь во имя Апостолов Петра и Павла Воспитательного дома.
- После Октябрьской революции, в начале 1918 года, Воспитательный дом был упразднен, и в обоих зданиях бывшего Воспитательного дома на Мойке расположился Третий педагогический институт — ныне Российский государственный педагогический университет имени А. И. Герцена.

## Основание Воспитательного дома

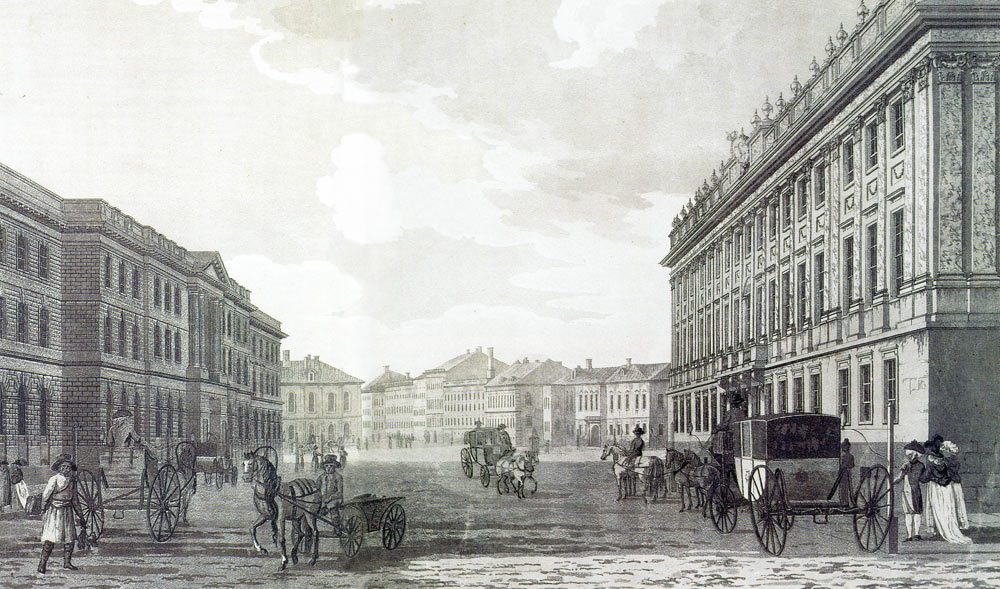
Вид Миллионной улицы. Гравюра Т. Малтона 1790 года. Слева, напротив Мраморного дворца, видно здание Ломбарда и Воспитательного дома, выстроенное Ю. Фельтеном в 1779 году

Это заведение было открыто в 1770 году под руководством Ивана Ивановича Бецкого и учреждено по образцу Московского (также обустроенного по плану Бецкого). Первоначально воспитательный дом был своего рода интернатом для беспризорников. Идея его создания принадлежит Екатерине II. Под влиянием передовых педагогических учений царица стремилась сформировать новое поколение путём идеального образования и главное средство «исправления сердец и нравов народа» видела в правильном воспитании. Организация работы по воплощению этой идеи в жизнь была поручена сподвижнику императрицы И. И. Бецкому. Свою задачу известный просветитель видел в преобразовании народа путём воспитания. Он был уверен в том, что общество, основанное на неравенстве и угнетении, неспособно вырастить достойное поколение. Первоочередные меры по созданию «новой породы людей» он излагает в «Генеральном учреждении о воспитании обоего пола юношества». Конкретная реализация проекта связана с снованием воспитательных домов для незаконнорождённых.
Потребность в организации подобного рода учреждений в середине XVIII была достаточно острой. Убийство матерями своих новорождённых детей было нередким явлением в России того времени. Этой проблеме отдельно уделил внимание М. В. Ломоносов. В трактате «О сохранении и размножении русского народа» ученый предлагал для «избегания столь ужасного злодейства и сохранения жизни неповинных младенцев учредить народные богадельни», что и было сделано в 1763 году в Москве

## Работа Воспитательного дома
Дом принимал незаконнорожденных детей в возрасте до 2 лет. Каждый человек мог анонимно в любое время принести младенца, рождённого вне брака. Также на условии полной анонимности туда могла обратиться беременная женщина, которой должны были оказать необходимую помощь.
Ребёнок, рождённый в законном браке, мог быть принят в Воспитательный дом в том случае, если его мать умерла и имел право там находиться до достижения 1 года. После достижения 1 года законные дети возвращались в свои семьи.
При организации работ над программами были использованы передовые педагогические идеи того времени. Ребёнок находился там до совершеннолетия, получал начальное и профессиональное образование.
В Петербурге приют был открыт только в 1770 году как филиал Московского. До этого брошенных младенцев приносили в Смольный монастырь. Первоначально Воспитательный дом там и располагался, но местоположение на окраине было неудобное. После наводнения 1777 года дом переезжает на Миллионную улицу. Но здесь пришлось соседствовать с двумя ведомствами. Один из членов опекунского совета граф Разумовский подарил новое здание недалеко от Миллионной, однако по-прежнему площадей катастрофически не хватало. Уже после смерти Бецкого загородная дача К. Г. Разумовского на Мойке выкупается в казну, где Воспитательный дом и располагался до начала 1918 года.

## Статус Воспитательного дома
Принципы функционирования были определены в Генеральном плане Императорского воспитательного дома. Основной проблемой стало формирование ресурсной базы. Финансирование шло за счёт «подаяний от публики», чтоб мероприятие «не было ни в малейшее отягощение Её величеству». Вся нагрузка на содержание приюта ложилась на плечи общества. Государство со своей стороны предоставляло широкие льготы: учреждение освобождалось от всех налогов и повинностей, дом имел право заниматься коммерческой деятельностью, в частности проводить операции с недвижимостью, заводить мануфактуры, учреждать лотереи, вести банковские дела. При воспитательном доме существовала ссудная касса (ломбард), куда можно было заложить движимое и недвижимое имущество под низкие проценты. Кроме того, ему было дано исключительное право клеймить игральные и гадальные карты, которые производились на собственном заводе. К 1819 он становится абсолютным монополистом на этом рынке. Приют не зависел от какого-либо ведомства и находился под непосредственной защитой императрицы. Управление осуществлял опекунский совет из 6 знатных сановников, которые лично отстаивали права воспитательного дома. Исполнение решений совета и оперативное управление выполнял главный надзиратель, полностью зависимый от воли опекунов.

## Проблемы в Воспитательном доме. Детская смертность

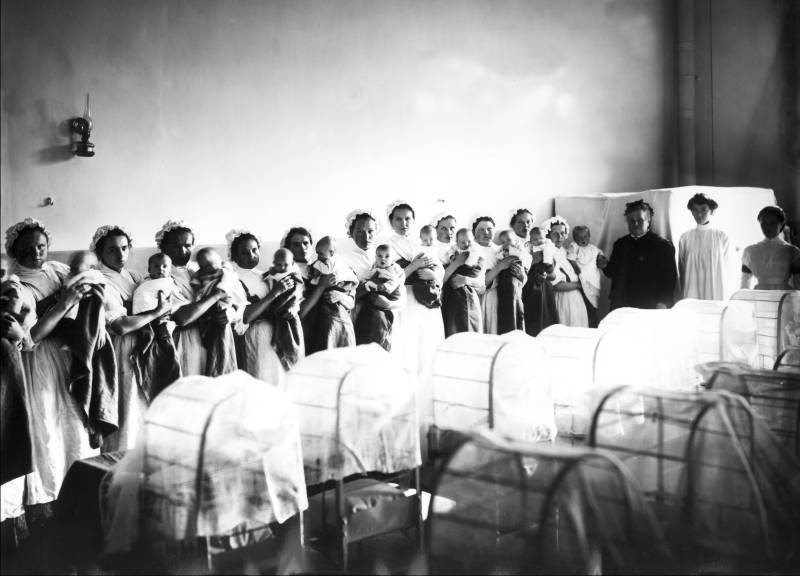
Грудное отделение Императорского воспитательного дома. Санкт-Петербург. 1913. Фото ателье К. К. Буллы

Главной своей задачей И. И. Бецкой видел в преобразовании всего народа путём воспитания. Он был уверен в том, что общество, основанное на неравенстве и угнетении, неспособно вырастить достойное поколение. Но на практике благородные идеи слабо развивались по целому ряду причин, а результаты управления домом далеко не соответствовали ожиданиям Бецкого.
Главной причиной неудовлетворительного состояния приюта явился недостаток средств. В год на содержание обоих учреждений в Москве и Санкт-Петербурге требовалось 190 тыс. руб. В среднем от дарителей поступало 70 тыс. руб. в год, а к концу XVIII века эта цифра упала до 157 руб. Доход главным образом шёл от процентов со ссудной кассы, некоторые средства получали от ведения коммерческой деятельности. Но, несмотря на льготы и личные усилия И. И. Бецкого, проблема финансового голода оказалась неразрешимой. Кроме того, в воспитательный дом приносили гораздо больше детей, чем ожидалось. Интернат не справлялся с нахлынувшей массой детей. Приюту не хватало денег, поэтому он не мог обеспечить себя всем необходимым, главным образом помещениями. Из-за скученности и несоблюдения санитарно-гигиенических правил прогрессировала детская смертность. В стенах дома свирепствовала дизентерия, оспа, холера и туберкулёз. Умирало до 85 %: из 25 тыс. чел, поступивших с 1770 по 1796, выжило всего 5 тыс., из 1000 принесенных до 6 лет доживало 550. Не случайно в народе детей, отданных в Воспитательный дом, называли «ангелами смерти». По мере увеличения числа подопечных, усложнялись задачи дома. Для обучения ремеслам потребовались квалифицированные преподаватели, которых в России катастрофически не хватало. Екатерина II была недовольна деятельностью Бецкого и отправила его в отставку. В конце жизни полупарализованный И. И. Бецкой отошел от руководства приютом. Отсутствие должного контроля и неразбериха в управлении породила нецелевое использование средств. В ссудной кассе процветали «непорядки и расхищения», а дела по различным махинациям могли тянуться годами. Трудности приюта не являлись уникальными. Они были характерны и для подобных благотворительных учреждений Западной Европы.

## Воспитательный дом под руководством Марии Фёдоровны
В 1797 году по указу Павла I петербургский и московский воспитательные дома были переданы под руководство императрицы Марии Фёдоровны. Это означало, что воспитательные дома переходят под личную защиту и покровительство императорской фамилии. С этих пор филантропия становятся традицией у правящей элиты. Благотворительные учреждения превращались из организаций, патронируемых обществом, в официальные учреждения.
Мария Фёдоровна в срочном порядке стала решать основные проблемы воспитательного дома. В связи с острой нехваткой помещений был приобретён дворец Разумовского и Бобринского (бывший Штегельманский дом) на Мойке за 450 тыс. руб. Здесь в несколько раз увеличили медицинский персонал, а также ограничили количество принимаемых детей до 500 человек. Остававшихся, главным образом здоровых, отправляли в деревни на воспитание государственным крестьянам за определённую плату. Для контроля и управления сельские местности разделили на округа, которые покрывали территорию нынешней Псковской, Новгородской, Вологодской, Ленинградской областей и Карелии. Но крестьяне плохо воспитывали приемных детей. Деньги, выделяемые воспитательным домом, использовались не по назначению. Руководство домом решило отправлять детей в особые интернаты за городом. Так, Мария Фёдоровна планировала построить ещё 5 воспитательных домов в пригородах столицы. Но денег хватило только на интернат в Гатчине.

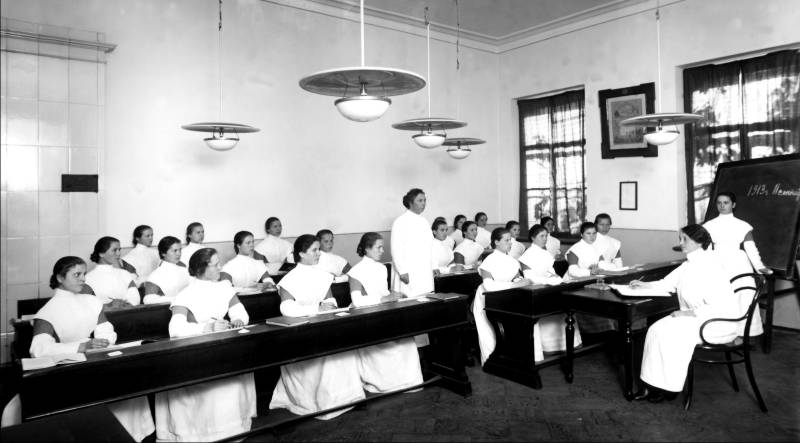
Урок в школе нянь Императорского воспитательного дома. Санкт-Петербург. 1913. Фото К. К. Буллы

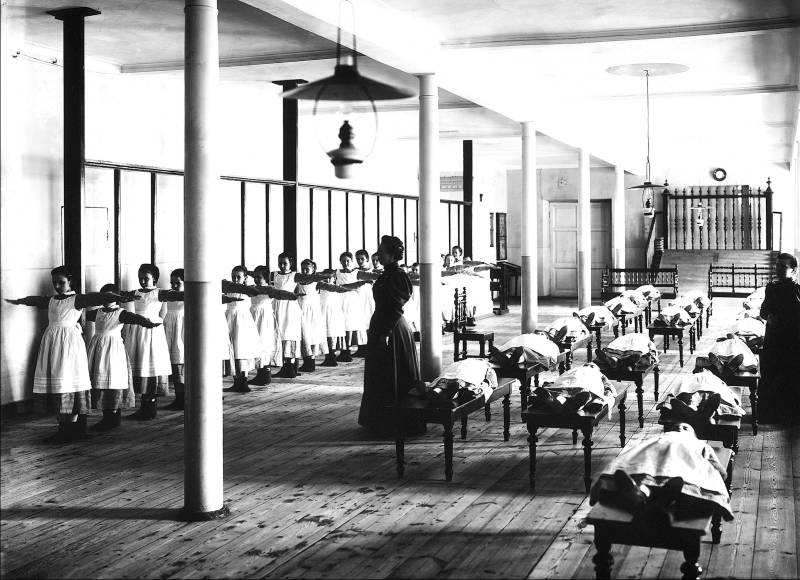
Урок гимнастики в Сиротском институте Ведомства учреждений императрицы Марии. Санкт-Петербург. 1900-е. Фото ателье К. К. Буллы

Во многом благодаря императрице была основана библиотека, где собрана уникальная коллекция рукописей, старопечатных книг и произведений французских просветителей (в частности, энциклопедия Дидро). В фондах библиотеки имеются прижизненные издания практически всех русских классиков с дарственными надписями Воспитательному дому.
Воспитательный дом стал одним из первых в Петербурге учреждений, подготавливающих специалистов со средним специальным образованием. Оно было специализированным и ориентированным на столичный рынок труда. Учитывая государственную потребность в сельских учителях и младшем медицинском персонале, при доме открылись учительская семинария и медицинское училище с госпиталем. Девушки получали в основном педагогическое образование. Они устраивались гувернантками, домашними наставницами, учителями в сельских школах. Из юношей готовили канцелярских служащих, фельдшеров, фармацевтов, садоводов, некоторых отправляли служить на Балтийский флот. Практически каждый способный воспитанник мог получить высшее образование в вузах Петербурга.
В 1806 году был открыт первый в России класс для глухонемых детей. Именно петербургский Воспитательный дом стал пионером и научно-практическим центром по развитию коррекционной педагогики и дефектологии. В 1808 году был открыт первый, а в 1811 году — второй учебный (т.н. «французский») класс, в которых стали обучать французскому языку. С 1817 года в них стали приниматься из Гатчинского воспитательного дома способные воспитанницы четырнадцати-пятнадцатилетнего возраста, которые продолжали обучение в трёх классах с двухгодичными курсами. При переводе в третий класс десять наиболее способных к музыке и пению переводились в музыкальный класс для приготовления учительниц музыки. Остальные продолжали обучаться, чтобы стать гувернантками. Но после шести лет обучения все воспитанницы ещё один год оставались в воспитательном доме для практических занятий и слушания энциклопедических уроков. Выпуск из учебного заведения обычно производился в марте.
Со времени Марии Фёдоровны в качестве герба используется пеликан, кормящий своих детей, который в Римской мифологии обозначал любовь к детям. Официальным символом пеликан стал в 1841 году.
Мария Фёдоровна внесла неоценимый вклад в развитие благотворительности. Активность вдовствующей императрицы по-разному оценивают историки. Имея перед глазами пример Екатерины II, Мария болезненно переживала отсутствие заметного влияния на государственные дела. После убийства Павла I её отстранили от дел. Но благотворительность была единственной сферой, где её власть и авторитет были неприкосновенны. Благодаря своим связям и статусу она смогла привлечь внимание общественности к решению социальных проблем, а система попечительства, созданная благодаря её усилиям, успешно просуществовала до 1917 года.

## Воспитательный дом в составе Мариинского ведомства
После смерти Марии Фёдоровны в 1828 году многочисленные учреждения, находящиеся под её руководством и патронатом, были подчинены IV отделению Канцелярии Его Императорского Величества. Мариинское ведомство специализировалось на управлении благотворительными, женскими и специализированными учебными заведениями. Количество организаций, находящихся на балансе ведомства, неуклонно росло. К началу XX века только в Москве и Санкт-Петербурге находилось 339 приютов, 140 учебных заведения и 4 лечебницы.
Николай I принял воспитательный дом под своё личное покровительство, а надзор за ним поручил супруге Александре Фёдоровне. Младенцы отправлялись по деревням Санкт-Петербургской и Псковской губерний и находились там до достижения 15-летнего возраста. Для их обучения создали около 100 сельских школ, где работали выпускники из собственной учительской семинарии. К 1905 году воспитательный дом управлял 36 округами, где училось и содержалось 33 тыс. чел. По достижении 15 лет питомцы распределялись на работу, а некоторым разрешалось учиться дальше. В возрасте 21 года питомцы Воспитательного дома могли избрать себе род жизни и приписаться к мещанскому, либо к крестьянскому сословию.
В 1834 году в Воспитательном доме вводится раздельное образование мальчиков и девочек. Всех лиц мужского пола переводят в Гатчину, а девочки остаются в Санкт-Петербурге. В 1855—1859 гг. инспектором гатчинского дома был чиновник Министерства просвещения К. Д. Ушинский.

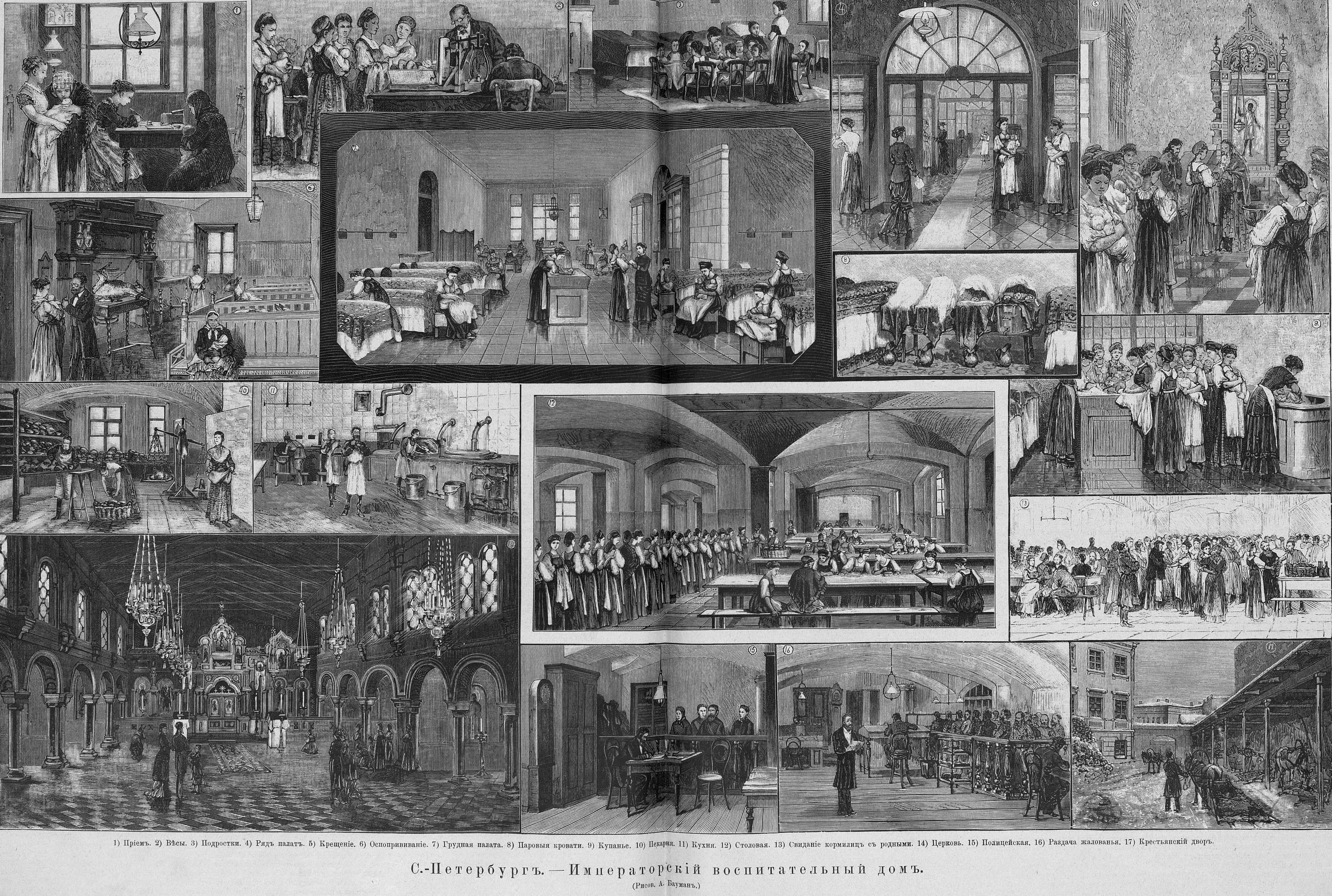
Сцены жизни Воспитательного дома в начале 1880-х годов

Воспитательный дом имел в своем составе женский и сиротский институты. Первый предназначался для детей мещан и разночинцев. Второй был образован по указу Николая I после эпидемии холеры в Санкт-Петербурге в 1830 и 1831 годах. Огромные масштабы бедствия и неспособность правительства справиться с ситуацией привели к росту сиротства, особенно среди семей чиновников и служащих. Во вновь образованное подразделение принимали только девочек в возрасте до 12 лет и давали им образование по различным специальностям. Дом также сыграл значительную роль в профилактике эпидемиологических заболеваний в городе и окрестностях. В середине XIX века открывается отделение по изготовлению сывороток против эпидемиологических болезней, а также по разработке детского питания.
При Воспитательном доме успешно функционирует вдовья и ссудная кассы. Для консолидации их ресурсов в 1841 году опекунский совет принимает решение создать а их основе сберегательную кассу. Примечательно, что первая сберкасса открылась 1 марта 1842 года в Санкт-Петербурге по адресу Казанская ул, 7 в здании Опекунского совета Петербургского воспитательного дома.
В 1864 году главным врачом Воспитательного дома был назначен Василий Иванович Фребелиус, при котором стали печататься отчёты по Воспитательному дому, занявшие видное место в медицинской литературе.
К началу XX века в России появилась потребность в создании системы высшего педагогического образования. На основе женских педагогических курсов (Бестужевских курсов) и гимназии при Воспитательном доме усилиями историка С. Ф. Платонова и великого князя Константина Константиновича создается в 1911 году женский педагогический институт. Это было едва ли не единственное учебное заведение царской России, которое давало женщинам высшее педагогическое образование. Таким образом, к началу XX века на базе Воспитательного дома сложилась система учреждений, охватывающая весь круг вопросов, связанных с рождением, воспитанием, начальным, средним и высшим образованием. Это была многопрофильная структура, крупнейший центр по оказанию акушерской и педиатрической помощи. В стенах воспитательного дома работали лучшие профессора, которые заложили традиции классического университетского образования